# The Dog Whisperer

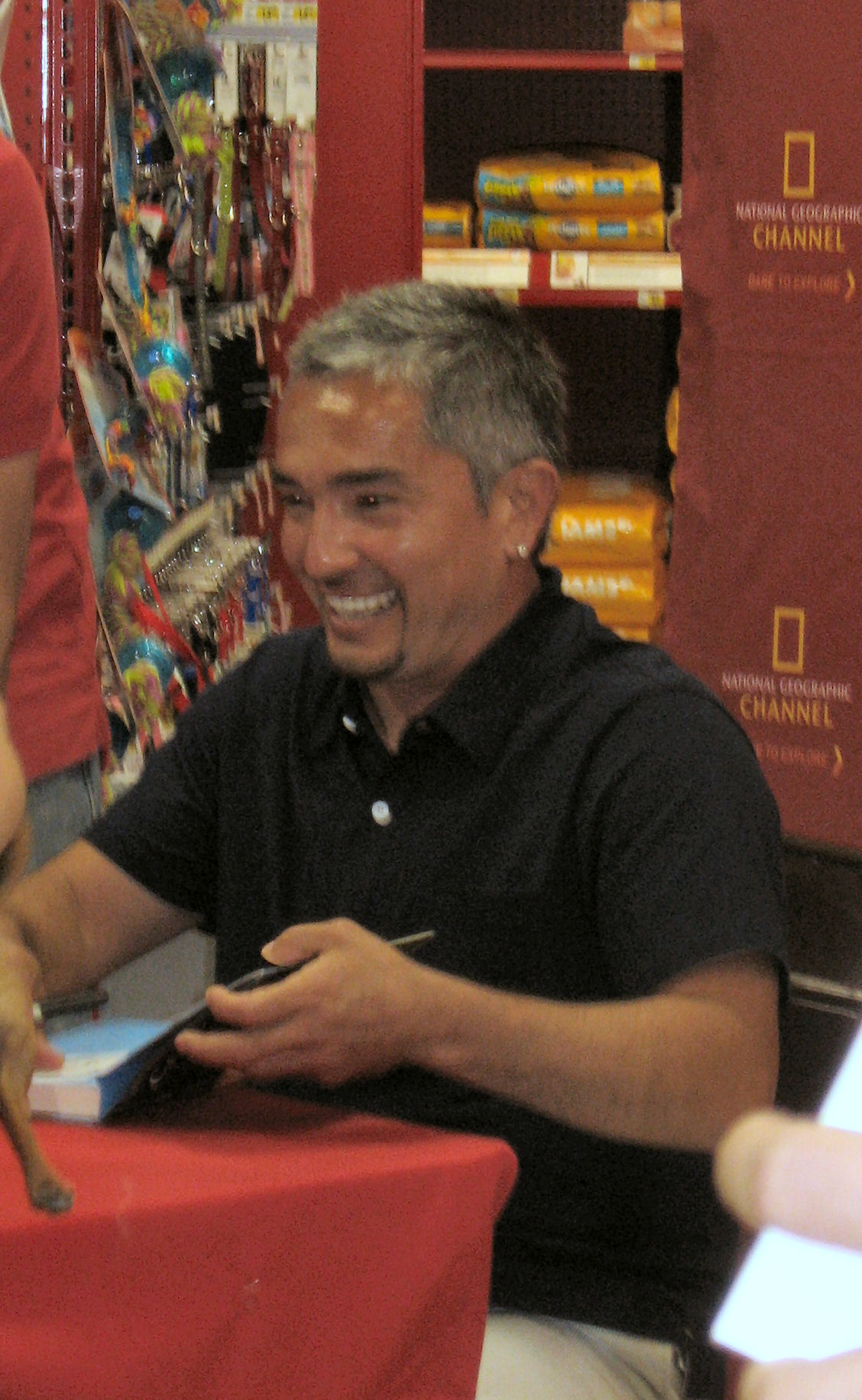
Cesar Millan

The Dog Whisperer is een realityserie die wordt uitgezonden op National Geographic Channel.
Het programma volgt hondenpsycholoog Cesar Millan bij het rehabiliteren van honden met gedragsproblemen. Die problemen worden meestal veroorzaakt door eigenaren die niet weten hoe je met een hond om moet gaan en/of dat je een hond moet opvoeden.
Millan leert de eigenaars een goede roedelleider te zijn en zorgt ervoor dat een hond weer in balans komt door adviezen te geven over beweging, discipline en genegenheid. Een door Millan veel gebruikte uitspraak is om kalm-assertief te zijn en deze energie aan de hond door te geven.
Ook gebruikt hij honden uit zijn rehabilitatiecentrum om andere honden te helpen. Soms komt een hond een paar dagen tot een paar maanden naar het centrum omdat de stabiele groep honden aldaar een heel positieve invloed op de hond kan hebben. Als Millan op pad gaat voor het programma, neemt hij altijd minimaal één stabiele hond mee. Jarenlang was dat "Daddy", de grote pitbull (overleden 2010), die eerst van rapper Redman was en daarna de jongere pitbull "Junior" (overleden 2021) of een willekeurige hond die bijvoorbeeld in (gevorderde) rehabilitatie is.